# 1934-es magyar teniszbajnokság
Az 1934-es magyar teniszbajnokság a harminchatodik magyar bajnokság volt. A férfi egyes és páros bajnokságot május 5. és 14. között a BBTE pályáján, a női egyes és a vegyes páros bajnokságot április 23. és május 2. között az UTE pályáján, a női páros bajnokságot június 22. és július 4. között a BSE pályáján rendezték meg Budapesten.

## Eredmények
| Versenyszám  | Arany                                          | Arany | Ezüst                                    | Ezüst | Bronz                                                                                    | Bronz |
| ------------ | ---------------------------------------------- | ----- | ---------------------------------------- | ----- | ---------------------------------------------------------------------------------------- | ----- |
| Férfi egyéni | Gabrovitz Emil Újpesti TE                      |       | Drjetomszky György MAC                   |       | Ferenczy Emil MAFCBánó Lehel BBTE                                                        |       |
| Női egyéni   | dr. Schréder Lászlóné BLKE                     |       | dr. Paksy Józsefné BLKE                  |       | Baumgarten Magda Újpesti TESárkány Lili BBTE                                             |       |
| Férfi páros  | Drjetomszky György, gróf Zichy Imre MAC        |       | Ferenczy Emil, Friedrich Tibor MAFC      |       | Gabrovitz Emil, Aschner Pál Újpesti TEStraub Elek, Straub János BEAC                     |       |
| Női páros    | dr. Schréder Lászlóné, dr. Paksy Józsefné BLKE |       | Sass Márta, Sárkány Lili BBTE            |       | Demkó Eszter, Vargha Gyuláné BSEOkolicsányi Zénóné, Jankovich Marietta MAC               |       |
| Vegyes páros | Ferenczy Emil, dr. Paksy Józsefné MAFC, BLKE   |       | Kiss Kálmán, Baumgarten Magda Újpesti TE |       | Straub Elek, dr. Schréder Lászlóné BEAC, BLKEAschner Kálmán, Tihanyi Lászlóné Újpesti TE |       |